# 해창초등학교
해창초등학교(海倉初等學校)는 경기도 평택시에 있는 공립 초등학교이다.

## 학교 연혁
- 2024년 9월 1일 : 개교